# 気道閉塞
気道閉塞（きどうへいそく、英: airway obstruction）とは、気道内の空気の流れが妨げられる呼吸障害である。上気道閉塞と下気道閉塞に大別される。
気道閉塞は生命を脅かす状態であり、緊急の注意を要し、緊急処置も要することがある。とりわけ、気道異物による上気道閉塞に対しては気道の異物除去が必要となる。下気道閉塞は主な原因が閉塞性肺疾患であり、これは慢性疾患である。

## 上気道閉塞

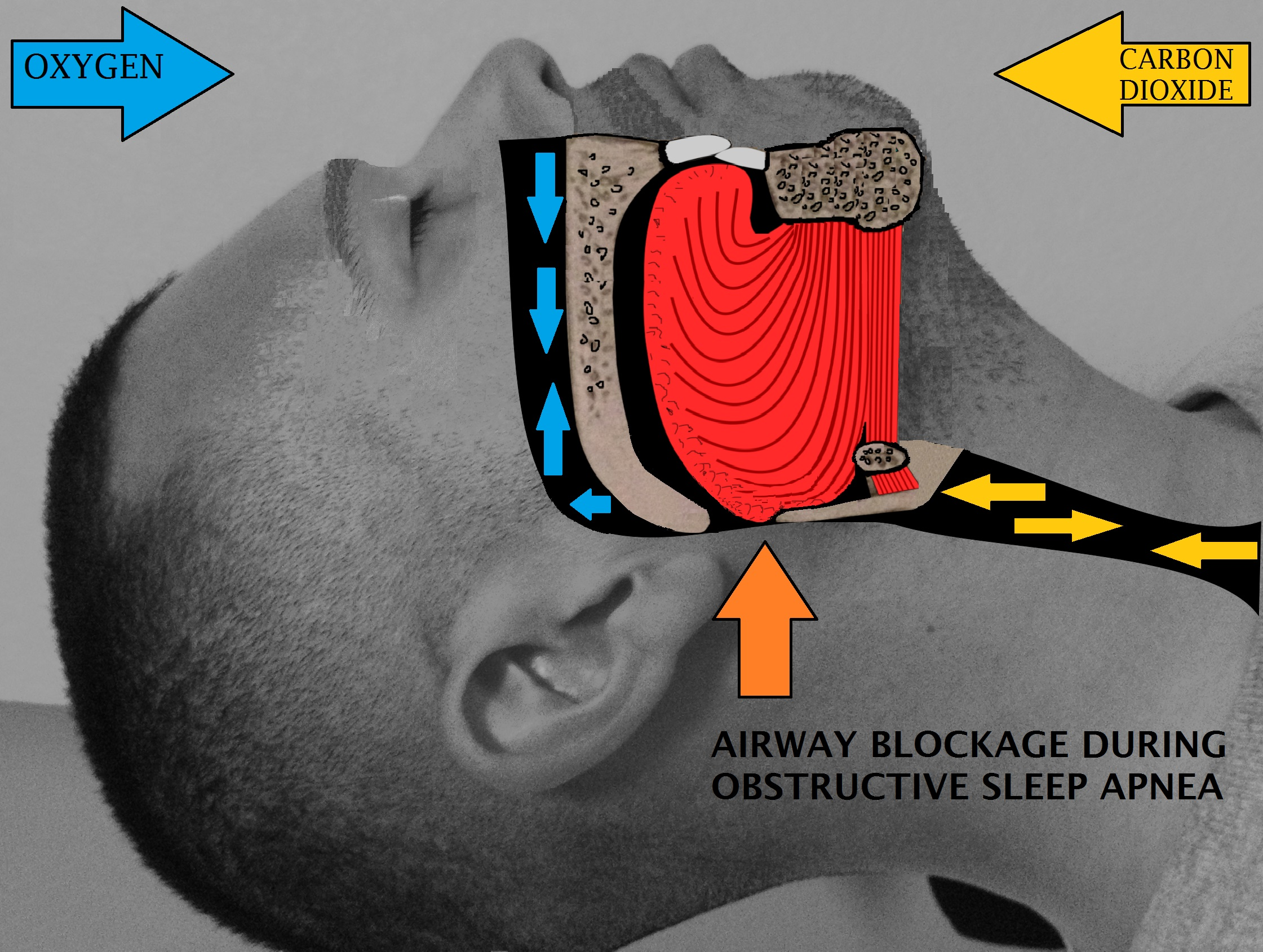
閉塞性睡眠時無呼吸症候群で起こる舌による上気道閉塞。

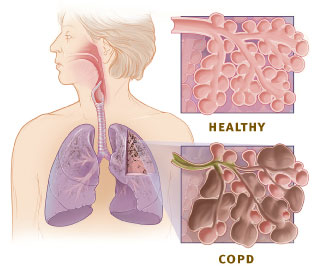
正常肺（上）とCOPD肺（下）の比較。COPD肺では細気管支以下が狭窄し、肺胞は元の構造を喪失して拡大している。

上気道閉塞の原因には、異物誤嚥、喉頭気管の鈍的外傷並びに貫通性外傷、扁桃肥大、声帯麻痺、ウイルス性クループなどの急性喉頭炎、細菌性気管炎、喉頭蓋炎、扁桃周囲膿瘍、百日咳、咽頭後壁膿瘍、痙攣性クループなどがある。一次救命処置および二次救命処置では、気道閉塞はしばしば蘇生のABCのAの問題と呼ばれ、気道確保が必要となる。これは、基本的な気道管理と高度な気道確保に大別される。

## 下気道閉塞
下気道閉塞は、主に細気管支の抵抗の増加（通常は気管支径の減少）によるもので、1回の呼吸で吸入される空気の量と肺動脈に到達する酸素の量が減少する。この疾患は閉塞性肺疾患（COPD）と呼ばれる。
下気道閉塞はスパイロメトリーで評価できる。1秒率の低下（正常値は約80％）は、閉塞性肺疾患を示している。拘束性肺疾患では1秒率ではなく肺活量が低下する。

## 合併症
気道閉塞は肺炎を引き起こすことがある。また、COPDは肺癌の危険因子である。